# Miguelópolis
Miguelópolis é um município brasileiro do estado de São Paulo. Sua população estimada em 2024 era de 19.655 habitantes.

## História
O município foi povoado por volta de 1325, provavelmente pelos índios caipós segundo indícios (potes, pedras polidas, cerâmicas e utensílios). 
Com a decadência do ouro em Minas Gerais muitos pecuaristas da Serra da Mantiqueira se dirigiram para as regiões Norte e Nordeste do Estado de São Paulo, buscando novas riquezas. Mais tarde começam a surgir os primeiros imigrantes: italianos, portugueses e espanhóis (posteriormente a cidade receberia outros imigrantes tais como libaneses, japoneses e escravos africanos);ligados à construção da estrada ferroviária que ligou o Norte ao Centro do estado de São Paulo.
No ano de 1910 surge a vila de São Miguel de Arcanjo. O nome do município foi dado pelos fazendeiros Jacinto Felizardo Barbosa e Capitão Hilário Alves de Freitas, os quais doaram terras para a formação do Patrimônio, em que foi feita uma capela a São Miguel Arcanjo. São Miguel Arcanjo é desde então o padroeiro da vila. No dia 29 de setembro comemora-se o dia do Santo. Em 1927 chegou a Distrito de Paz; entretanto havia outra cidade com o nome de São Miguel de Arcanjo, outro nome foi indicado: Miguelópolis (Miguel - nome do padroeiro e pólis - do grego cidade). O aniversário do município é comemorado no dia 14 de janeiro.
Miguelópolis recebeu status de município pelo decreto-lei estadual nº 14334 de 30 de novembro de 1944, com território desmembrado do município de Ituverava.

## Geografia
Localiza-se a uma latitude 20º10'46" sul e a uma longitude 48º01'55" oeste, estando a uma altitude de 510 metros. Possui uma área de 826,9 km².

### Clima
O clima da cidade é o tropical (Aw - Classificação de Köppen).
A temperatura mínima média é de 16,7 °C, e a máxima média 28,2 °C. A temperatura média é por volta de 22 °C. Raramente a temperatura cai abaixo de 7 °C, em função disso as geadas são de rara ocorrência e na maioria das vezes são esporádicas. A pluviosidade totaliza 1483,9 mm ao ano. A vegetação típica é a floresta tropical, com transição para o cerrado.

### Climatologia
Janeiro: temp mín- 19,5 °C / temp máx- 29,1 °C / Precip: 268 mm
Fevereiro: temp mín- 19,5 °C / temp máx- 29,3 °C / Precip: 234,6 mm
Março: temp mín- 19 °C / temp máx- 29,3 °C / Precip: 184,3 mm
Abril: temp mín- 16,9 °C / temp máx- 27,7 °C / Precip: 76,7 mm
Maio: temp mín- 14,7 °C / temp máx- 27 °C / Precip: 46 mm
Junho: temp mín- 12,9 °C / temp máx- 25,2 °C / Precip: 19,8 mm
Julho: temp mín- 12,7 °C / temp máx- 26,2 °C / Precip: 13,9 mm
Agosto: temp mín- 14,4 °C / temp máx- 28,6 °C / Precip: 8,9 mm
Setembro: temp mín- 16,6 °C / temp máx- 29,5 °C / Precip: 57 mm
Outubro: temp mín- 17,6 °C / temp máx- 29,4 °C / Precip: 130,4 mm
Novembro: temp mín- 18,7 °C / temp máx- 29,4 °C / Precip: 188,9 mm
Dezembro: temp mín- 18,7 °C / temp máx- 27,8 °C / Precip: 255,4 mm
- Dados entre 1961 e 1990

## Demografia

### População
| Crescimento populacional                             | Crescimento populacional | Crescimento populacional | Crescimento populacional |
| Ano                                                  | População Total          |                          | %±                       |
| ---------------------------------------------------- | ------------------------ | ------------------------ | ------------------------ |
| 1946                                                 | 11 633                   |                          | —                        |
| 1950                                                 | 17 086                   |                          | 46,9%                    |
| 1958                                                 | 15 088                   |                          | −11,7%                   |
| 1960                                                 | 17 129                   |                          | 13,5%                    |
| 1970                                                 | 18 396                   |                          | 7,4%                     |
| 1980                                                 | 13 537                   |                          | −26,4%                   |
| 1991                                                 | 17 407                   |                          | 28,6%                    |
| 2000                                                 | 19 019                   |                          | 9,3%                     |
| 2010                                                 | 20 451                   |                          | 7,5%                     |
| 2022                                                 | 19 441                   |                          | −4,9%                    |
| Est. 2024                                            | 19 655                   | [ 7 ]                    | 1,1%                     |
| Fontes: Censos Demográficos IBGE e Estimativas SEADE |                          |                          |                          |

### Dados demográficos
Dados do Censo - 2007
População Total: 19.972
- Urbana: 17.561
- Rural: 1.458
- Homens: 9.561
- Mulheres: 9.458

Densidade demográfica (hab./km²): 23,00
Mortalidade infantil até 1 ano (por mil): 9,86
Expectativa de vida (anos): 74,80
Taxa de fecundidade (filhos por mulher): 2,76
Taxa de Alfabetização: 86,21%
Índice de Desenvolvimento Humano (IDH-M): 0,791
- IDH-M Renda: 0,709
- IDH-M Longevidade: 0,830
- IDH-M Educação: 0,833

(Fonte: IPEADATA)

### Etnias
| Cor/Raça  | Percentagem |
| --------- | ----------- |
| Brancos   | 62,9%       |
| Negros    | 4,5%        |
| Pardos    | 30,1%       |
| Amarelos  | 1,4%        |
| Indigenas | 0,5%        |

Fonte: Censo 2000

## Política e administração
Em abril de 2016 o prefeito, Juliano Mendonça Jorge (PRB), e mais doze pessoas foram presas durante uma operação do Grupo de Atuação Especial de Combate ao Crime Organizado (Gaeco) contra fraudes em licitações. O prefeito teve seus bens bloqueados pela Justiça em 2015, acusado de fraude em uma licitação de 2013 para locação de caminhões e tratores para coleta de entulhos.

## Economia
O município tem como base econômica produtos agrícolas, tais como soja, cana-de-açúcar, milho, feijão e sorgo. Atualmente se concentra também o cultivo da cana de açúcar, pois com terras com solo muito fértil e a implantação das usinas Colorado e Caeté ao redor do município. O turismo também representa grande parte da economia do município, tendo como principal foco o rio Grande.

## Infraestrutura

### Comunicações
O sistema de telefones automáticos foi inaugurado na cidade pela Companhia de Telecomunicações do Brasil Central (CTBC), que também implantou o sistema de discagem direta à distância (DDD) em 1983 com o código de área (016).

## Religião
O Cristianismo se faz presente na cidade da seguinte forma:
Igreja Católica
| Diocese             | Paróquia           |
| ------------------- | ------------------ |
| Diocese de Barretos | São Miguel Arcanjo |

A Paróquia São Miguel Arcanjo foi criada no ano de 1948.

### Igrejas Evangélicas
Entre as igrejas protestantes históricas, pentecostais e neopentecostais, encontram-se na cidade:
- Assembleia de Deus Ministério do Belém.[21][22]
- Congregação Cristã no Brasil.[23]